# Torre El Pedregal
Torre El Pedregal es una torre de apartamentos, ubicada en Antiguo Cuscatlán, El Salvador, que pertenece al Área Metropolitana de San Salvador. Es un proyecto del salvadoreño Grupo Roble, cuenta con 28 pisos y mide 110.3 metros de altura, lo que lo convierte en el segundo rascacielos más alto de El Salvador y por ende la cuarta torre más alta de  de Centroamérica CA-5, a excepción de Panamá.

## Descripción
El proyecto se construyó en una de las zonas comerciales más importantes de la ciudad.[cita requerida] La torre es parte de un proyecto de usos múltiples que se desarrollará en fases sobre una superficie total de siete bloques (excluyendo la zona de Multiplaza Panamericana).
El plan del proyecto incluye un hotel de cinco estrellas, edificios de oficinas, la mayoría de apartamentos en altura y el centro comercial existente. Además, el edificio está equipado con la última tecnología para la seguridad, por ejemplo, entrar en los ascensores a través de las huellas dactilares.
La construcción de la Torre el Pedregal, es la segunda fase del proyecto que irá avanzando conforme a la demanda de los usuarios. La obra cuenta con 87 apartamentos en la primera fase 15 ascensores en total con Multiplaza Panamericana y 5 solo para la primera torre.

## Multiplaza Panamericana
El edificio fue diseñado por la firma mexicana Legorreta Legorreta, liderada por los reconocidos arquitectos Ricardo y Víctor Legorreta. Las fachadas de la torre, a su vez brindan la posibilidad de trabajar y habitar con iluminación y ventilación natural.
El sistema de seguridad contempla también casetas de control de acceso restringido, un sistema para acceso y funcionamiento de elevadores por medio de huellas digitales, recepción y vigilancia permanentes, circuito cerrado de televisión en áreas comunes, sistema contra incendio mediante detección de humo y rociadores de hielo seco y escalera presurizadas de emergencia.
También cuenta con un sistema de almacenamiento de agua a base de dos cisternas: una de 200 metros cúbicos en el sótano y otra de 40 en la azotea. Ambas funcionan a base de gravedad para proveer de agua potable a todo el edificio.
En los primeros dos niveles, adicional al lobby, El Pedregal cuenta con amplios espacios de servicios como: centro de negocios, salones de correo, de juegos y de usos múltiples; además tiene 12 habitaciones completas para motoristas, con área de descanso y cocina, gimnasio, juegos infantiles externos e internos y área de piscina.

## Galería
Imágenes de La Torre El Pedregal de diferentes ángulos

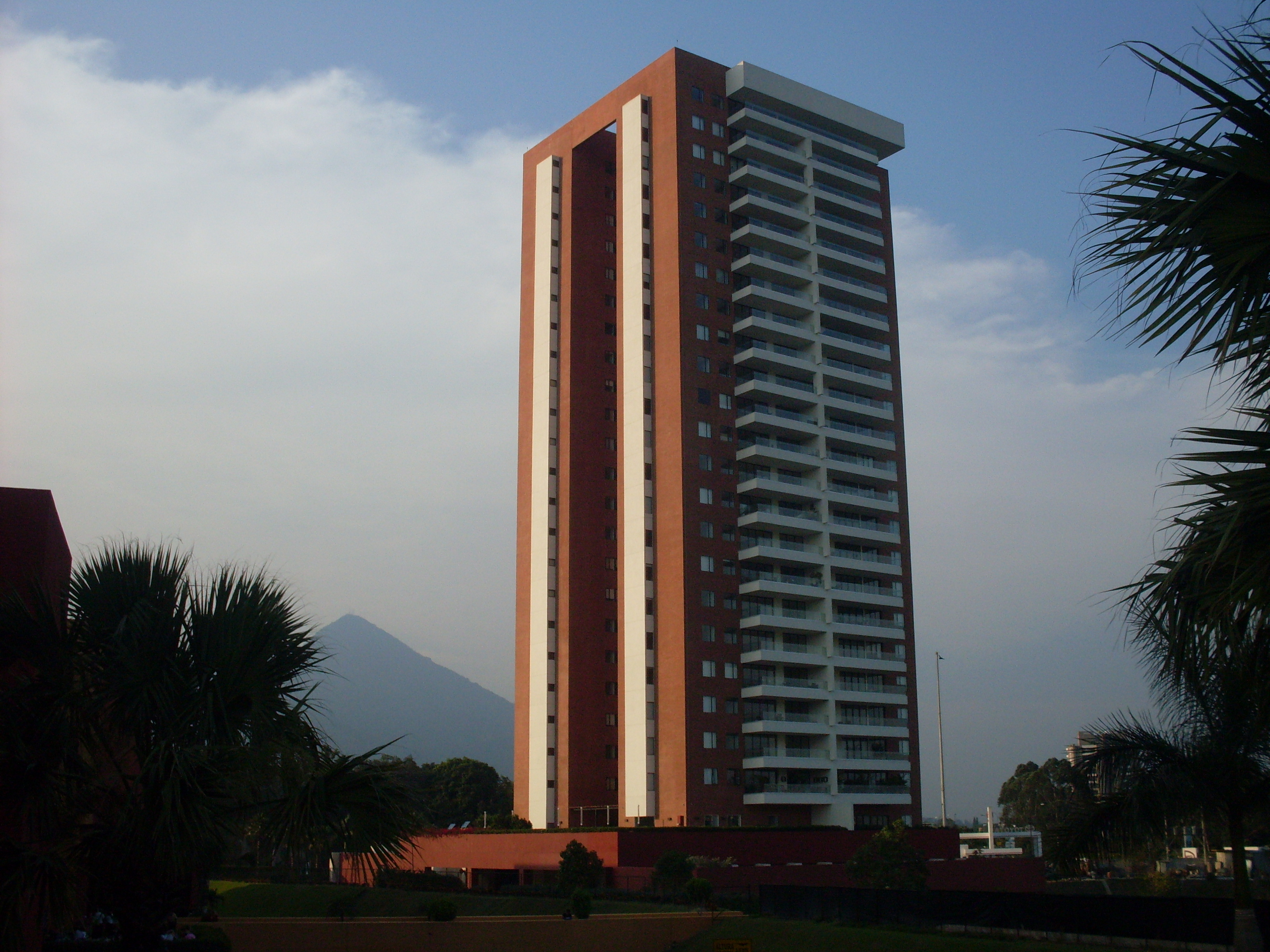
Torre El Pedregal con 110.3 mt de altura.
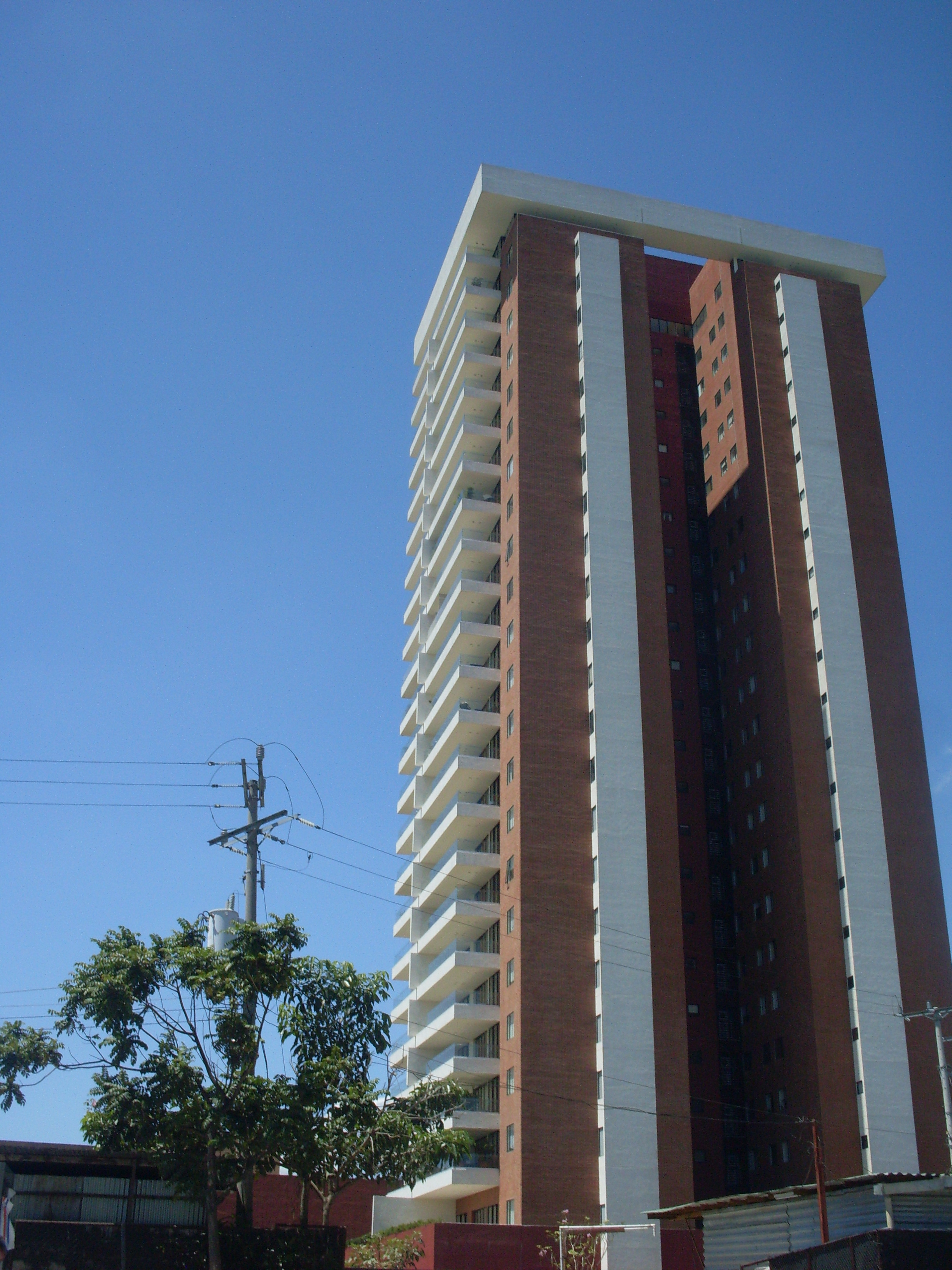
Vistas de la Torre El Pedregal desde diferentes ángulos
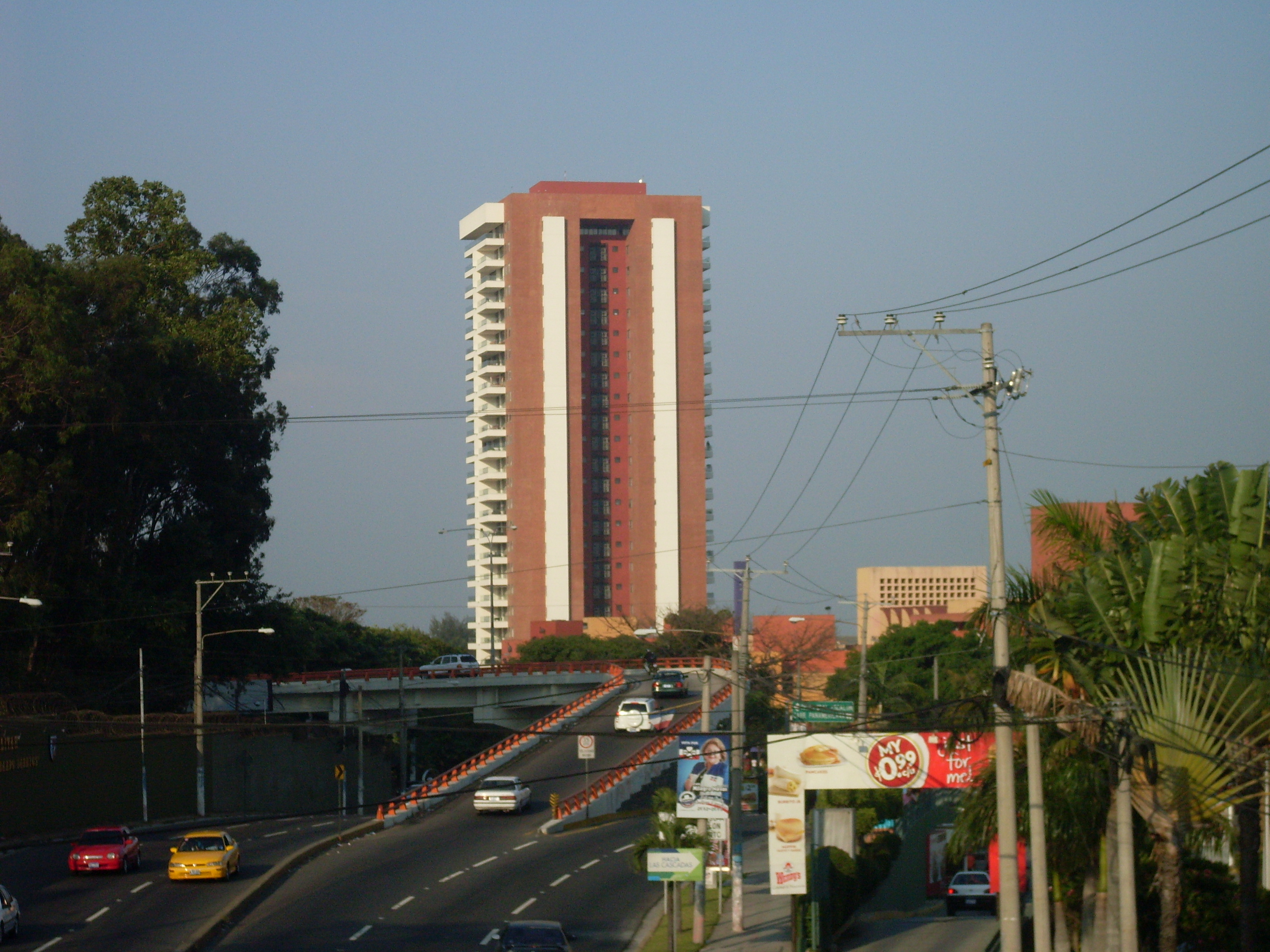
Vistas de la Torre El Pedregal desde diferentes ángulos
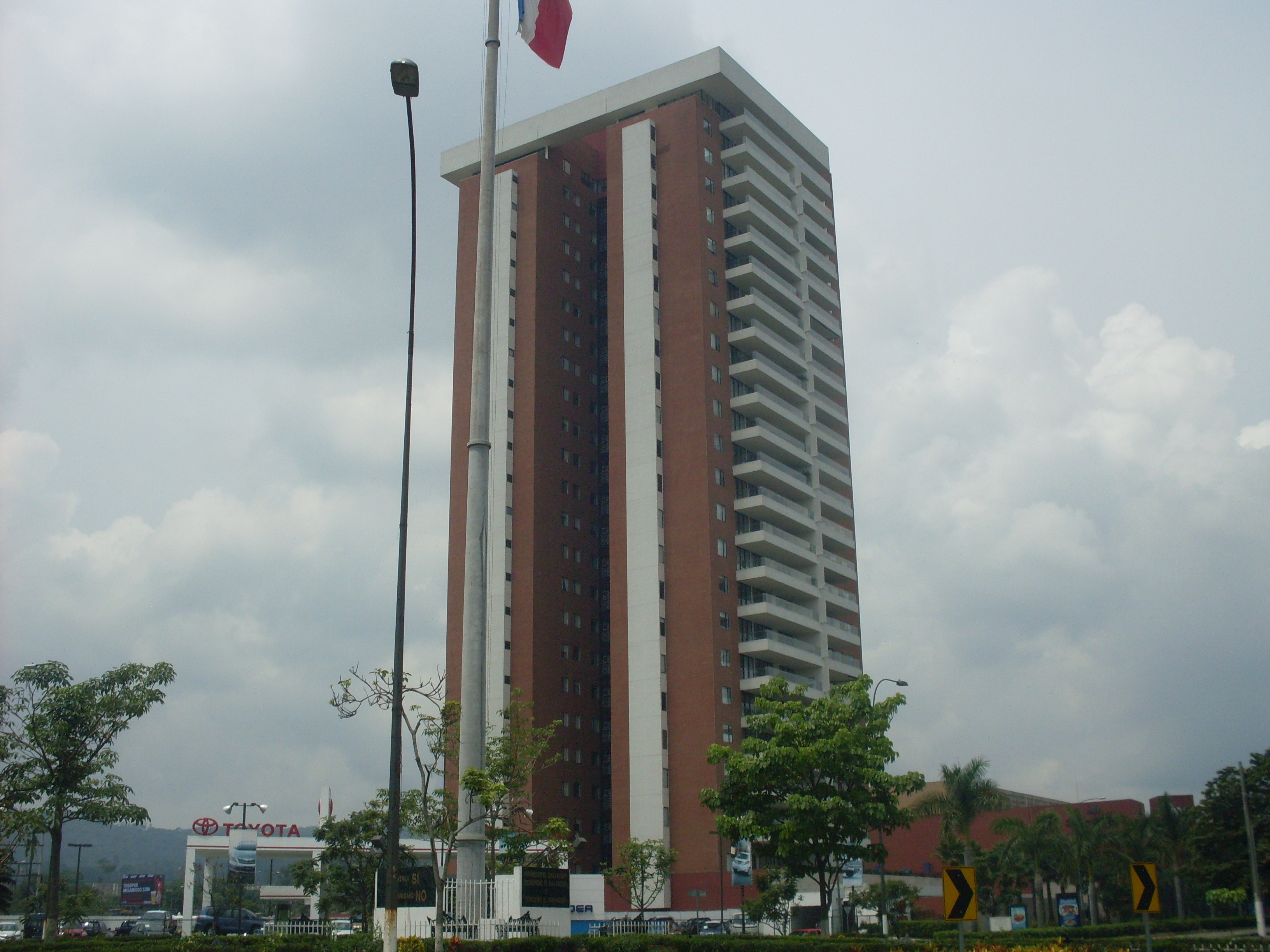
Vistas de la Torre El Pedregal desde diferentes ángulos
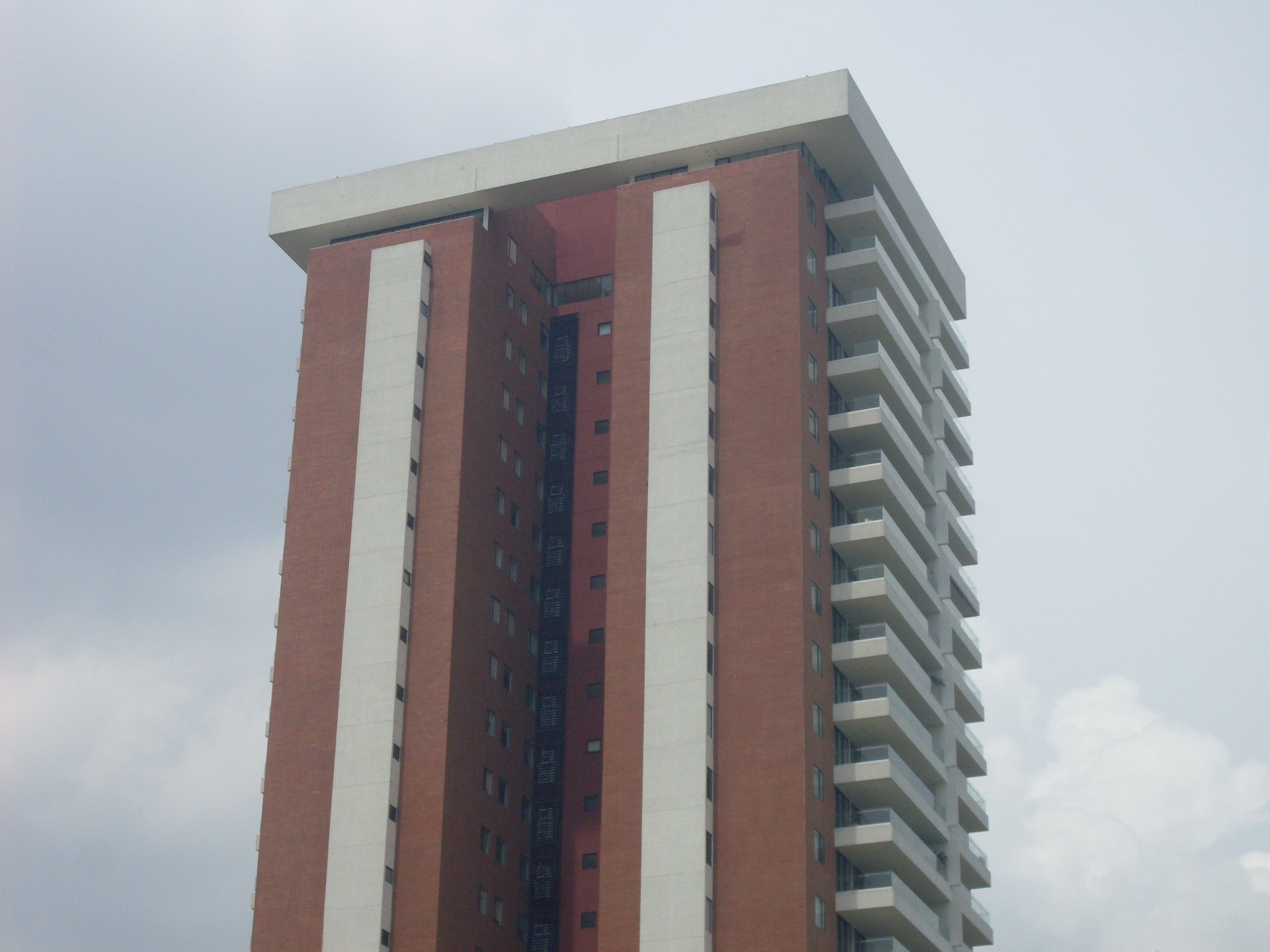
Vistas de la Torre El Pedregal desde diferentes ángulos
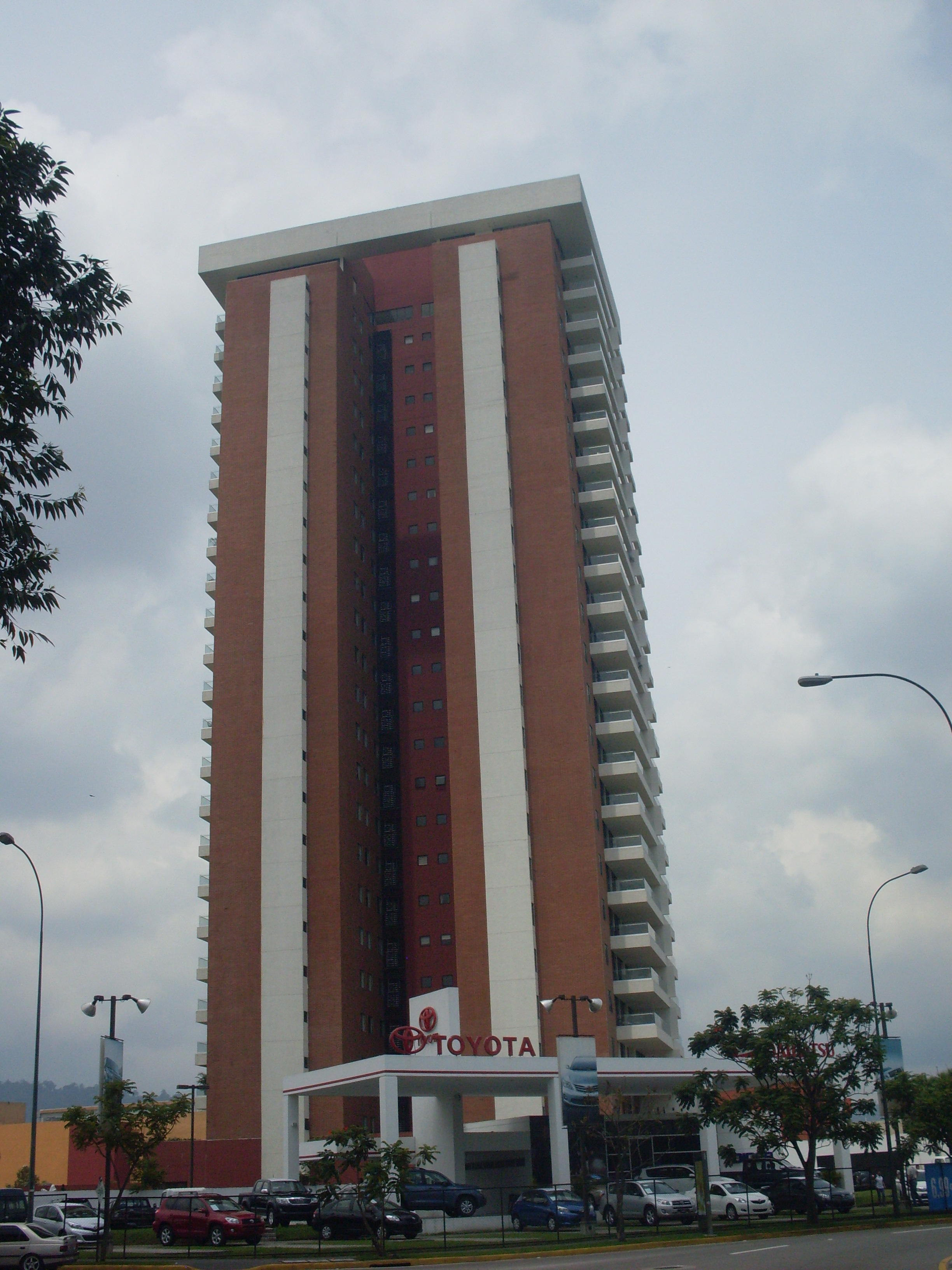
vistas de la Torre El Pedregal desde diferentes ángulos
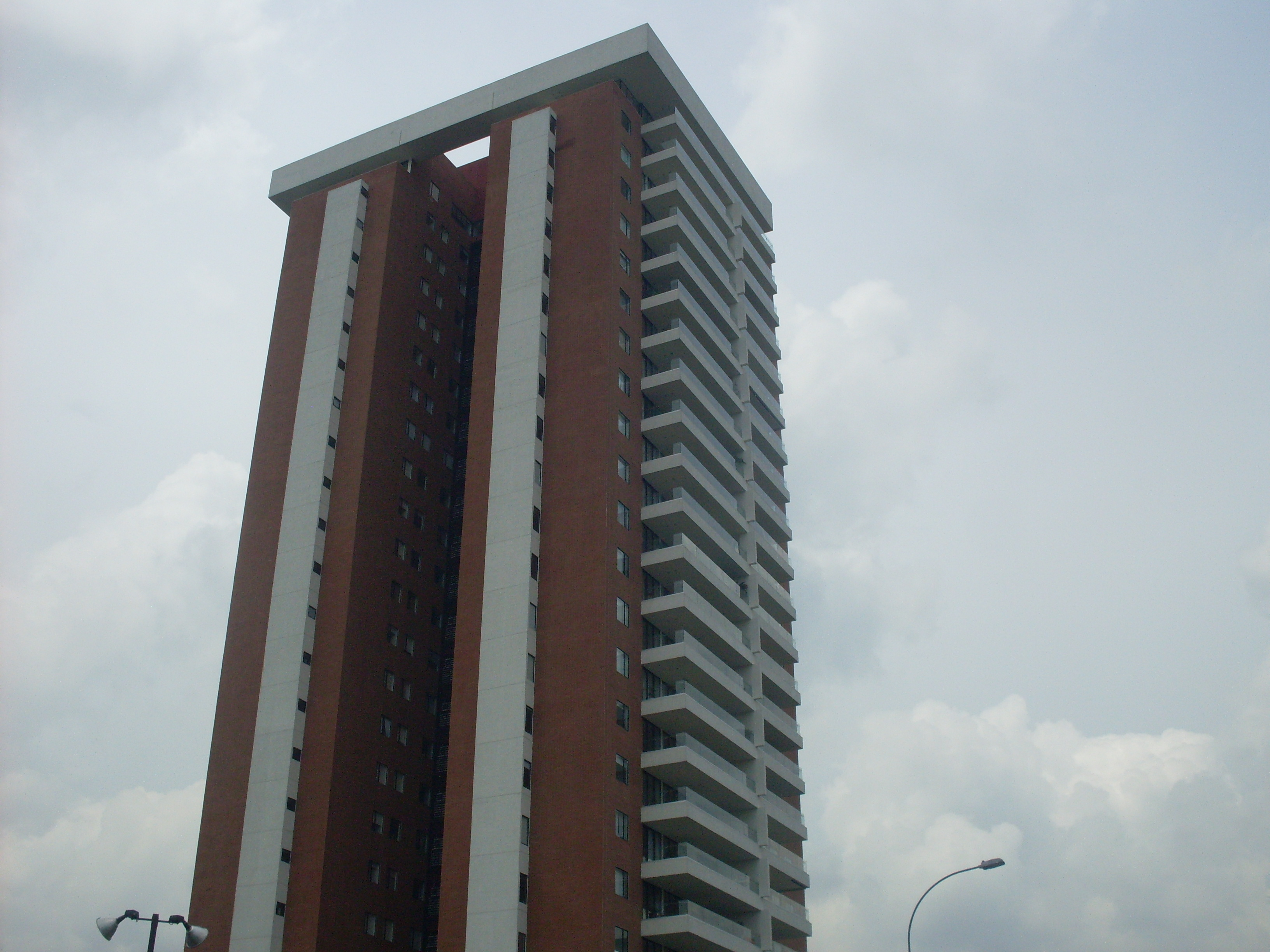
Vistas de la Torre El Pedregal desde diferentes ángulos
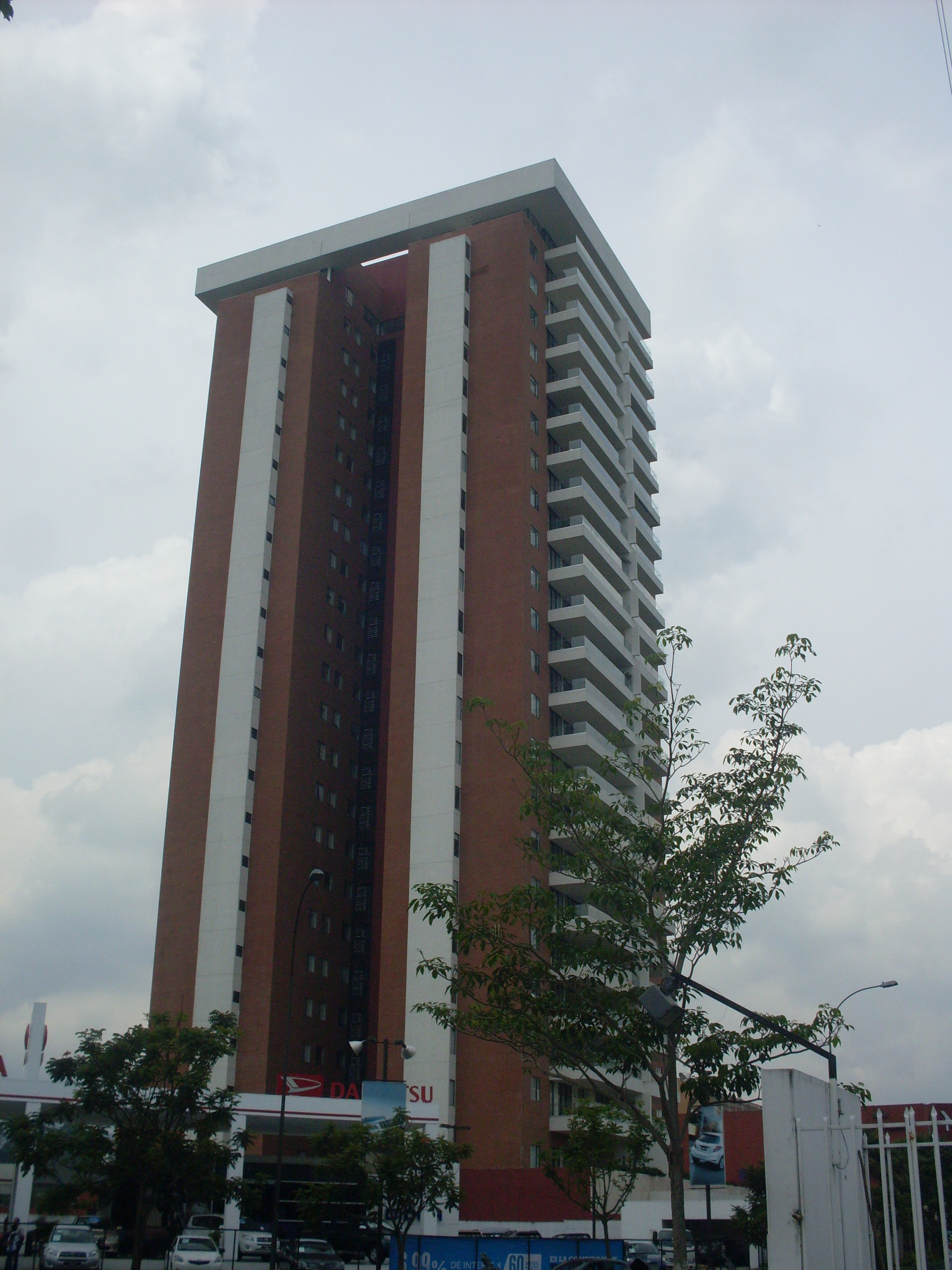
Vistas de la Torre El Pedregal desde diferentes ángulos
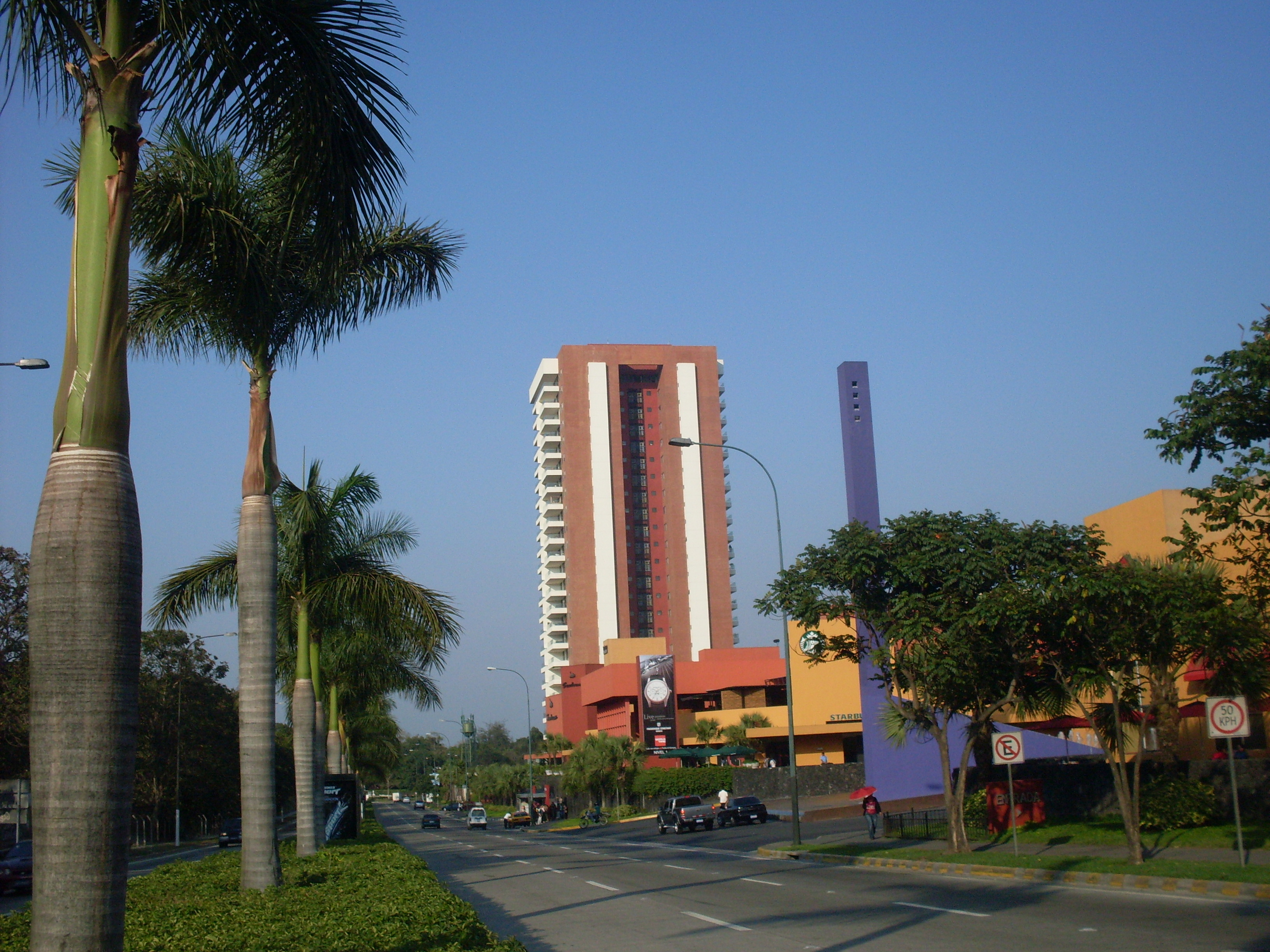
Vistas de la Torre El Pedregal desde diferentes ángulos
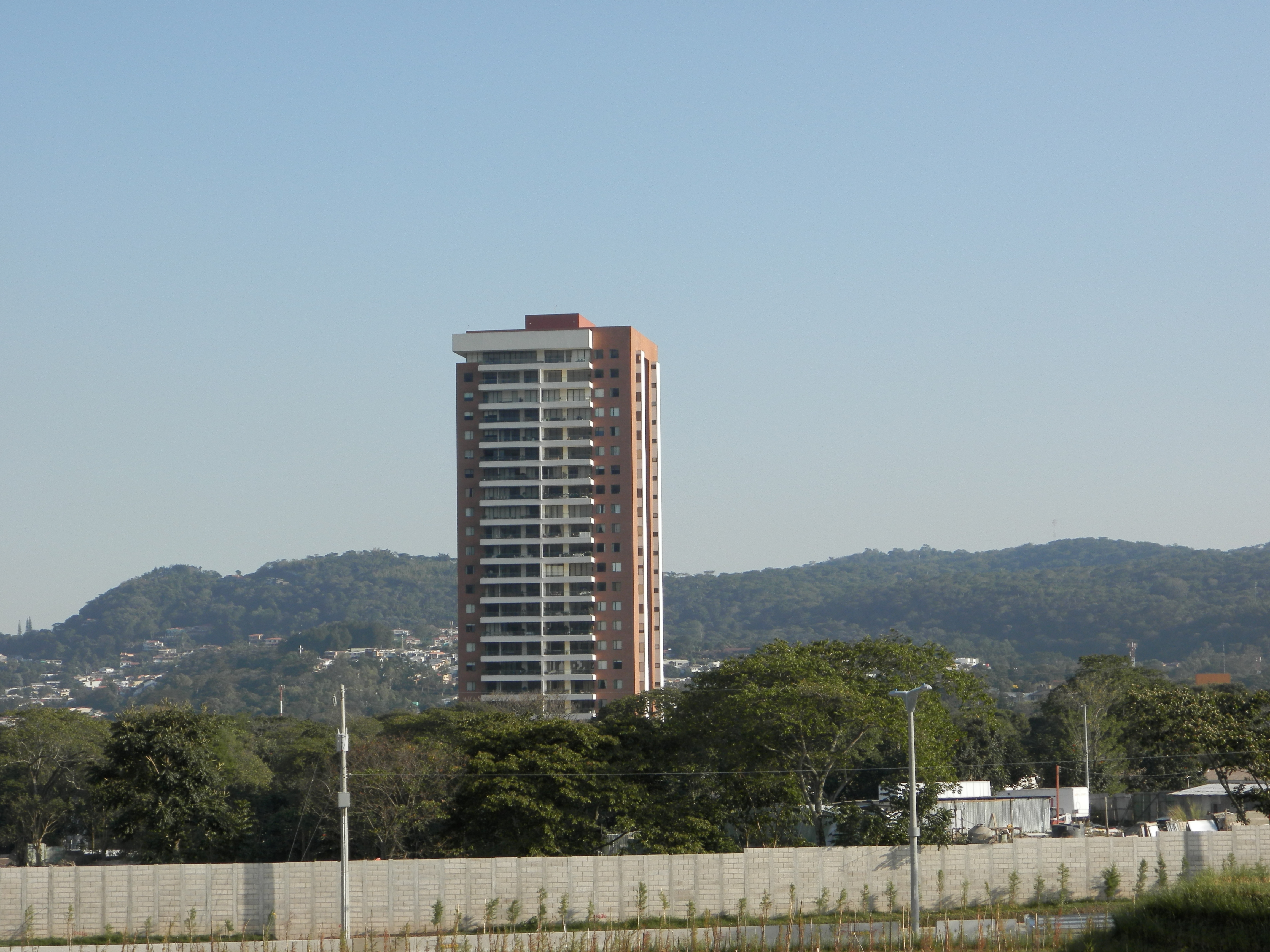
Vistas de la Torre El Pedregal desde diferentes ángulos

| Predecesor: Torre Futura | Edificio más alto de El Salvador 2010 - 2020 | Sucesor: Torre Millennium |

## Anexos
- Anexo:Edificios más altos de Centroamérica
- Anexo:Edificios más altos de El Salvador
- Multiplaza Panamericana
- Anexo:Países por altura máxima de rascacielos